# Sankt Patriksorden
Sankt Patriksorden (engelska: The Most Illustrious Order of Saint Patrick) är en brittisk riddarorden associerad med Irland. Orden instiftades 1783 av kung Georg III av Storbritannien. Den regelbundna utnämningen av riddare av Sankt Patrik varade fram till 1921, när det mesta av Irland blev självständigt som den Irländska fristaten. Även om orden tekniskt sett fortfarande existerar, har ingen riddare av Sankt Patriksorden utnämnts sedan 1936; den siste riddaren, Prins Henry, hertig av Gloucester, avled 1974. Drottning Elizabeth II förblev dock ordens herre till sin bortgång, och efterträddes som sådan av H.M. Kung Charles III. Ett ämbete, Ulster King of Arms (numera sammanfört med Norroy King of Arms), finns också kvar.
Sankt Patrik är ordens skyddspatron; dess motto är Quis separabit (latin för ’Vem kommer skilja oss?’), en anspelning på Vulgataöversättningen av Romarbrevet 8:35, ”Vem ska skilja oss från Kristi kärlek?”
De flesta brittiska ordnarna täcker hela riket, men de tre högst uppsatta tillhör var och en ett konstituerat land. Sankt Patriksorden, som tillhör Irland, är den yngsta av dessa tre i företräde och ålder. Dess motsvarighet i England, Strumpebandsorden, är den äldsta riddarorden i Storbritannien, med ursprung i mitten av 1300-talet. Den skotska motsvarigheten är Tistelorden som, i modern form, tillkom 1687.